# Günter Eich
Compléments
Günter Eich, né le 1er février 1907 à Lebus et mort le 20 décembre 1972 à Salzbourg, est un écrivain et dramaturge allemand,.

## Biographie
Mari de la romancière et poétesse Ilse Aichinger, sinologue de formation, il est l'un des participants du Groupe 47.
Rédigé au camp de Remagen en 1945 mais publié en 1949, son célèbre poème Inventaire (Inventur) marqua après-guerre le renouveau de la poésie allemande. Parmi les recueils de poésie, on compte Poèmes (1930), Fermes éloignées (1948), Messages de la pluie (1955), Classés (1964), Prétextes et jardins de pierre (1966). En 1968, il publie Mes Taupes, puis en 1970 - Un Tibétain dans mon bureau. Ses œuvres complètes ont été publiées en 1973 en quatre tomes, dont le dernier rassemble de nombreux articles polémiques, littéraires et politiques,. Parmi les prix qu'il reçut : le prix du Groupe 47 (1950), le prix Georg-Büchner (1959).
Il fut également l'auteur de pièces radiophoniques :  Rêves (1953), Voix (1958), Dans d'autres langues (1964),.
Son œuvre est publiée aux éditions Suhrkamp.

## Honneur
En 2006, a été créé dans la ville de Leipzig le prix Günter Eich qui récompense la meilleure émission théâtrale radiophonique.

## Œuvres traduites en français
Liste non exhaustive
- 2009 : Günter Eich (trad. Luc de Goustine), Mes Taupes, Circé (ISBN 978-2-84242-254-7)